# Albert Hammond
Albert Louis Hammond OBE, född 18 maj 1944 i London, är en engelsk låtskrivare och sångare. Han växte upp i Gibraltar och talar därför flytande spanska. 1966 flyttade han till London och började skriva låtar tillsammans med Mike Hazelwood.
Efter att ha fått flera hitlåtar som låtskrivare inledde han en solokarriär 1972 och fick stor framgång med låten "It Never Rains in Southern California". 1973 fick han en hit med låten "The Free Electric Band".
Albert Hammond var populär i bland annat Sverige, där låtarna "It Never Rains in Southern California" och "The Free Electric Band" 1973 låg etta på Tio i topp, och han därefter fick ytterligare några hitlåtar på Tio i topp och i Poporamas Heta högen.
Efter att hans solokarriär upphörde har han haft fortsatt stor framgång som låtskrivare. Albert Hammonds son Albert Hammond Jr har haft framgång med indierockbandet The Strokes och som soloartist.

## Kända låtar av Albert Hammond
- "Little Arrows"  (Leapy Lee)
- "Gimme Dat Ding"  (The Pipkins)
- "The Air That I Breathe"  (The Hollies)
- "You're such a good looking woman" (Joe Dolan)
- "When I need you" (Leo Sayer)( Celine Dion)
- "I'm a Train" (Galenskaparna och After Shave, som "Säng, säng, säng")
- "Don't turn around" (Aswad / Ace of Base / Tone Norum / Tina Turner)
- "One moment in time" (Whitney Houston)
- "It Never Rains in Southern California" (Galenskaparna och After Shave, som "Sitter vi här igen om 50 år?"/"Sitter vi här igen om 30 år?")[3]

## Diskografi
Album
- It Never Rains in Southern California (1972)
- The Free Electric Band (1973)
- Albert Hammond (1974)
- 99 Miles from L.A. (1975)
- Canta Sus Grandes Éxitos en Español e Inglés (1976)
- My Spanish Album (1976)
- Mi Album de Recuerdos (1977)
- When I Need You (1977)
- Albert Louis Hammond (1978)
- Greatest Hits (1978) (samlingsalbum)
- Al Otro Lado del Sol (1979)
- Comprenderte (1981)
- Your World and My World (1981)
- Somewhere in America (1982)
- Hammond and West (1986) (holländsk utgåva)
- Hammond and West (1987) (tysk utgåva)
- The Very Best Of (1988) (samlingsalbum)
- Best of Me (1989) (samlingsalbum med nyinspelningar och nya låtar)
- Songsmith (1991) (samlingsalbum)
- Exitos (1992)
- Greatest Hits (1995) (samlingsalbum)
- It Never Rains in Southern California (1996) (samlingsalbum)
- Coplas & Songs (1996)
- El Nuevo Mundo de los Gnomos (1997) (soundtrack med diverse artister)
- Todas Sus Grabaciones en Espanol para Discos (1998)
- It Never Rains in Southern California (1999)
- The Very Best Of (1999) (samlingsalbum)
- It Never Rains in Southern California / The Free Electric Band (2004) (2-CD utgåva av originalalbumen från 1972 och 1973)
- Revolution of the Heart (2005)
- Legend (2010) (nyinspelningar av gamla hits)
- Legend II (2012) (fler nyinspelningar av gamla hits)
- Songbook 2013 (Live in Wilhelmshaven) (2013)
- In Symphony (2016)

Singlar (urval)
- "Down by the River" (1972) US #91
- "It Never Rains in Southern California" (1972) US #5
- "If You Gotta Break Another Heart (original version)" (1973) US #63
- "The Free Electric Band" (1973) US #48
- "The Peacemaker" (1973) US #80
- "Half a Million Miles from Home" (1973) US #87
- "I'm a Train" (1974) US #31
- "I Don't Wanna Die in an Air Disaster" (1974) US #81
- "99 Miles from L.A." (1974) US #91